# Жиланды (Акмолинская область)
Жиланды (каз. Жыланды) — село в Сандыктауском районе Акмолинской области Казахстана. Входит в состав Веселовского сельского округа. Код КАТО — 116441200.

## География
Село находится на одноимённой реке Жыланды в западной части района, в 27 км на юго-запад от центра района села Балкашино, в 7 км на северо-восток от центра сельского округа села Весёлое.

### Улицы[2]
- ул. Жастар,
- ул. Орталык,
- ул. Сарыозен.

### Ближайшие населённые пункты
- село Весёлое в 7 км на юго-западе,
- село Новокронштадка в 10 км на северо-западе,
- село Быстримовка в 13 км на северо-востоке.

## Население
В 1989 году население села составляло 271 человек (из них казахов 100%).
В 1999 году население села составляло 282 человека (144 мужчины и 138 женщин). По данным переписи 2009 года, в селе проживало 206 человек (95 мужчин и 111 женщин).
| Численность населения | Численность населения | Численность населения |
| 1989                  | 1999                  | 2009                  |
| --------------------- | --------------------- | --------------------- |
| 271                   | ↗282                  | ↘206                  |